# Ben-Hur (film 1959)
Ben-Hur è un film del 1959 diretto da William Wyler con protagonista Charlton Heston.
Colossal a tema storico e drammatico, è uno dei più grandi e premiati successi della storia del cinema, ispirato all'omonimo romanzo del generale Lewis "Lew" Wallace, da cui erano già stati tratti due film: uno del 1907 e l'altro del 1925, divenuti punti di riferimento del cinema muto.
Presentato fuori concorso al Festival di Cannes 1960, è considerato uno dei migliori film mai realizzati e uno dei capolavori della storia del cinema; venne premiato con il maggior numero di Oscar, ben 11, e ha mantenuto tale record in solitaria per 38 anni, fino all'uscita di Titanic nel 1997, e nuovamente eguagliato nel 2003 da Il Signore degli Anelli - Il ritorno del re.
La scena della corsa delle quadrighe al Circo di Gerusalemme è considerata una delle più spettacolari scene d'azione della storia del cinema.
Il sottotitolo del film, A Tale of the Christ ovvero "Un racconto del Cristo", è dovuto al fatto che tutta la vicenda si svolge al tempo e nei luoghi in cui avviene la storia di Gesù Cristo, che, interpretato da Claude Heater, compare tre volte nel film senza mai essere inquadrato in volto.
Nel 2004 fu scelto per la conservazione nel National Film Registry della Biblioteca del Congresso degli Stati Uniti. Nel 1998 l'American Film Institute lo inserì al settantaduesimo posto della classifica dei migliori cento film statunitensi di tutti i tempi, mentre dieci anni dopo, nella lista aggiornata, scese al centesimo posto; lo stesso istituto lo inserì al secondo posto nella categoria epico.

## Trama
Gerusalemme, I secolo d.C.

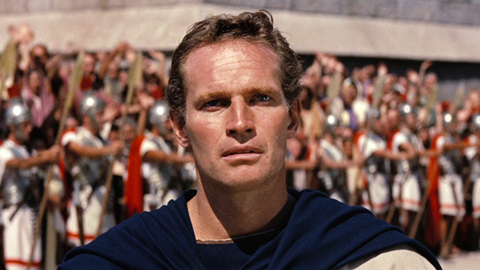
Charlton Heston nel ruolo di Giuda Ben-Hur.

Il film prende il via quando i magi giungono alla grotta di Betlemme per adorare il neonato Gesù. La narrazione ha quindi un salto temporale in avanti di ventisei anni, quando in Giudea, per ordine dell'imperatore Tiberio, giunge il nuovo governatore romano Valerio Grato e, con lui, il nuovo comandante della guarnigione, Messala, inviato per reprimere le rivolte dei Giudei. Tra questi c'è il principe e mercante Giuda Ben-Hur, l'uomo più ricco di Gerusalemme, che per difendere il suo popolo entra in contrasto con Messala, un tempo suo amico d'infanzia. Durante la parata di benvenuto, dalla terrazza della casa di Ben-Hur, da cui è affacciata la sorella minore Tirzah, cadono accidentalmente delle tegole proprio sul governatore. Accusati di aver attentato alla vita del governatore, pur sapendo della loro innocenza, Messala fa imprigionare Tirzah e sua madre Miriam, e condanna Ben-Hur alla schiavitù come rematore sulle galee, vendicandosi così del torto subito dall'amico.
Mentre Ben-Hur è in cammino verso il suo destino con gli altri schiavi, il gruppo si ferma a Nazareth, nei pressi di un pozzo. I sorveglianti concedono ai prigionieri di dissetarsi, ma non a Ben-Hur, a cui Messala non fa lesinare trattamenti "speciali". Egli è però soccorso dal Messia, che si mostra misericordioso e porge dell'acqua allo sfortunato ex principe. Dopo tre anni di lavori forzati, la nave su cui Ben-Hur è costretto ai remi in catene viene coinvolta in una battaglia navale, durante la quale egli riesce a salvare la vita al console romano Quinto Arrio, caduto in mare. La battaglia è vinta dai Romani e così Arrio, riconoscente, libera Ben-Hur e lo conduce con sé a Roma, adottandolo come figlio.
A Roma, Ben-Hur diventa campione delle corse con le quadrighe, ma il pensiero per la sorte della madre e della sorella continua a non dargli pace, cosicché decide di tornare nella sua terra natia. Durante il tragitto verso Gerusalemme, Ben-Hur incontra Baldassarre, uno dei Magi, il quale si sta recando in Giudea per vedere il Messia, cioè Gesù, che già aveva adorato alla nascita e che accidentalmente aveva confuso con lo stesso Ben-Hur durante il loro primo precedente incontro. Il vecchio mago fa conoscere a Ben-Hur lo sceicco Ilderim, il quale, apprezzatane la competenza e la perizia, gli propone di correre per lui nella grande corsa delle quadrighe in programma a breve a Gerusalemme. Il principe, tuttavia, nonostante scopra che alla corsa parteciperà anche Messala, rifiuta perché desidera raggiungere casa sua il prima possibile.
Ritornato nella sua vecchia dimora di famiglia, ormai in rovina e dimenticata da tutti, Ben-Hur vi ritrova l'anziano e fedele amico Simonide e sua figlia Ester, da sempre innamorata di Ben-Hur e da anni in attesa del suo ritorno. Ester tace a Ben-Hur la triste sorte della madre e della sorella, che sono ancora vive, ma che durante la prigionia hanno contratto la lebbra. Gli racconta, invece, che Miriam e Tirzah sono morte da tempo in carcere, bugia per risparmiare ulteriore dolore a Ben-Hur e per proteggere le due donne. Distrutto dal dolore, Ben-Hur giura vendetta contro Messala e decide di accettare la proposta di Ilderim, perciò affronta eroicamente la corsa delle quadrighe nell'arena di Gerusalemme, uscendone vincitore nonostante il comportamento scorretto del tribuno, che tenta più volte di sopraffarlo solo per rimanere mortalmente ferito dopo essere stato calpestato dai cavalli di un altro carro. Negli ultimi istanti di vita, tra terribili sofferenze, Messala rivela a Ben-Hur la verità su Miriam e Tirzah, vive, ma confinate nella valle dei lebbrosi poco fuori dalla città. Nonostante la ferma opposizione di Ester e incurante del pericolo di contagio, Ben-Hur si reca più volte da loro e, disperato, le conduce a vedere il passaggio di Gesù Cristo, che proprio in quei momenti sta compiendo la sua dolorosa Via Crucis. Alla morte di Cristo, Miriam e Tirzah scoprono di essere miracolosamente guarite dalla lebbra e riabbracciano Ben-Hur ed Ester. Avendo finalmente capito grazie a Cristo l'assurdità della vendetta, Ben-Hur abbandona per sempre la lotta.
Il film si conclude con un pastore che pascola il proprio gregge, con sullo sfondo il Golgota e le tre croci vuote al tramonto.

## Produzione

### Sviluppo

Il logo della Metro-Goldwyn-Mayer (usato da 2001-2008)

Nel 1958 la Metro-Goldwyn-Mayer era sull'orlo della bancarotta e, per salvarsi, chiese al produttore Sam Zimbalist di realizzare una trasposizione cinematografica del romanzo Ben-Hur (Ben-Hur: A Tale of the Christ), scritto dall'eroe della guerra di secessione americana Lew Wallace. Questo romanzo aveva già avuto altre due versioni cinematografiche mute. Zimbalist affidò la regia del progetto a William Wyler, già regista di film come Figlia del vento (1938), Vacanze romane (1954) e Il grande paese (1958).
Pur di assicurarsi Wyler come regista, Zimbalist non esitò a offrirgli un ingaggio di un milione di dollari: mai nessun regista era stato pagato così tanto. La produzione partì quindi per Roma per andare a girare negli stabilimenti cinematografici di Cinecittà.
Il sottotitolo del romanzo originale, A Tale of the Christ, che significa Un racconto del Cristo, è dovuto al fatto che tutta la vicenda si svolge al tempo e nei luoghi in cui si consuma la storia di Gesù Cristo; nel film egli, interpretato da Claude Heater, compare tre volte, senza mai essere mostrato in volto. Viene raccontata la sua nascita a Betlemme, lo si incontra di nuovo a Nazaret, dove dà un po' d'acqua a Ben-Hur che, in catene, è portato alle galee attraverso il deserto, e lo si vede (inizialmente da lontano, poi più da vicino, ancora di spalle) all'inizio del Sermone della Montagna. Infine si vede Cristo, durante la Via Crucis, sfilare con la croce in spalla davanti a Ben-Hur, Miriam e Tirzah.
Fu invece Maurizio Lodi-Fè a fare da direttore di produzione e svolgere tutta la produzione a cinecittà e nelle vie di Roma, seguito dal suo collega nonché amico William Wyler.

### Sceneggiatura

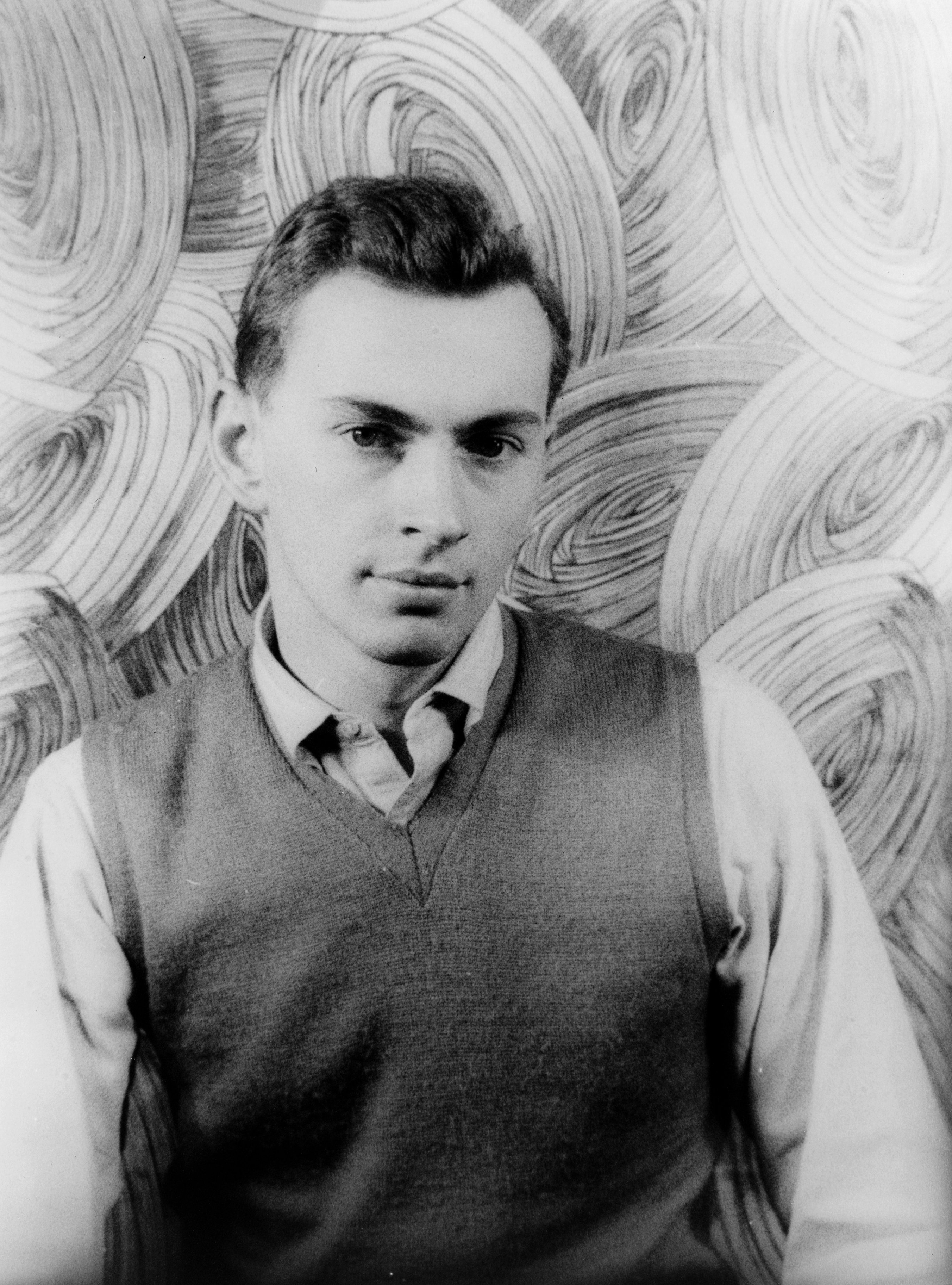
Gore Vidal, autore di gran parte della sceneggiatura del film (foto del 1948)

La costruzione dei set stava per terminare, ma ancora non c'era un copione. La MGM aveva a disposizione 40 sceneggiature, ma alla fine venne scelta quella scritta da Karl Tunberg, ultimata il 27 aprile 1958. A William Wyler, però, non piacque molto e così la modificò ampiamente insieme allo scrittore Gore Vidal, che aveva un contratto con la MGM. Vidal ebbe l'idea di trasformare l'amicizia fraterna tra Giuda Ben-Hur e Messala in un amore omosessuale, cosa che tuttavia non piacque affatto a Wyler, che lo cacciò via. A sostituire Vidal venne chiamato il drammaturgo Christopher Fry, che diede ai dialoghi del copione un linguaggio formale e aristocratico. A lavoro finito, però, la corporazione degli scrittori stabilì che la sceneggiatura era stata scritta solo da Karl Tunberg, il cui nome resta infatti il solo nei titoli di testa. In un'intervista acclusa al DVD del film, Vidal affermò che - per ripicca - Wyler (il quale stimava unicamente Fry) non fece poi candidare Tunberg agli Oscar.

### Casting

#### Charlton Heston

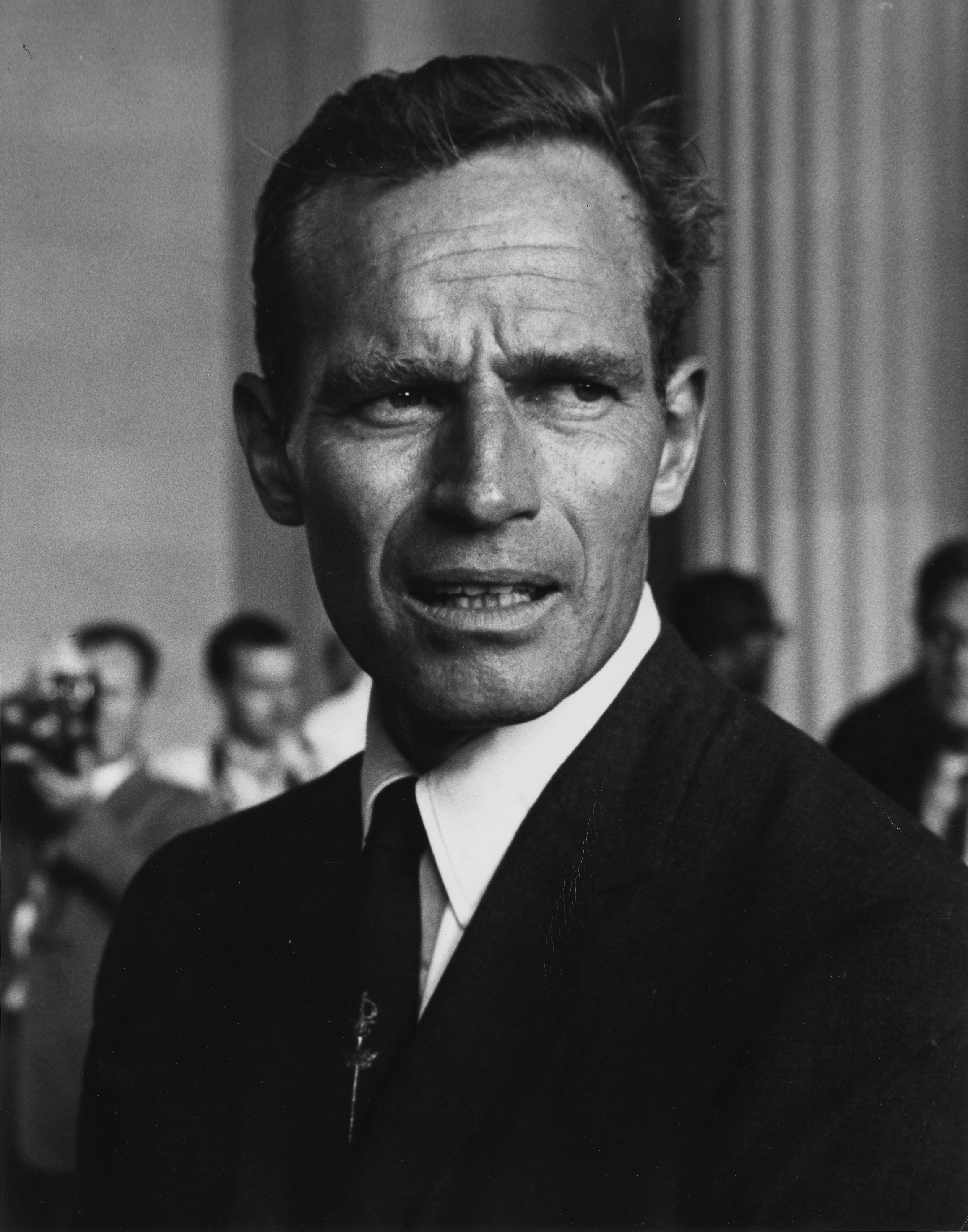
Charlton Heston, scelto per interpretare il principe Giuda Ben-Hur

Per la parte di Giuda Ben-Hur la MGM voleva Paul Newman, ma lui rifiutò. Allora vennero presi in considerazione Marlon Brando, Burt Lancaster, Rock Hudson e Kirk Douglas. Quest'ultimo voleva interpretare a tutti i costi Ben-Hur, ma Wyler voleva che facesse Messala. Allora Douglas decise di vendicarsi diventando produttore esecutivo e attore protagonista del celeberrimo film Spartacus. La MGM fece un provino a diverse persone per il ruolo, tra cui Cesare Danova.
Infine Wyler scelse Charlton Heston che aveva già lavorato con lui ne Il grande paese.

#### Stephen Boyd

Stephen Boyd (a destra) mentre scherza con Charlton Heston, durante una pausa della lavorazione del film. Entrambi gli attori indossano i costumi di scena

Per la parte di Messala venne sottoposto a provino Leslie Nielsen, futura star del cinema comico. La MGM scritturò l'attore irlandese Stephen Boyd, ma c'era un problema: Wyler voleva un attore con gli occhi castani perché la maggior parte degli interpreti li aveva blu. Boyd, per interpretare Messala, fu costretto a usare le lenti a contatto.

#### Altri componenti del cast

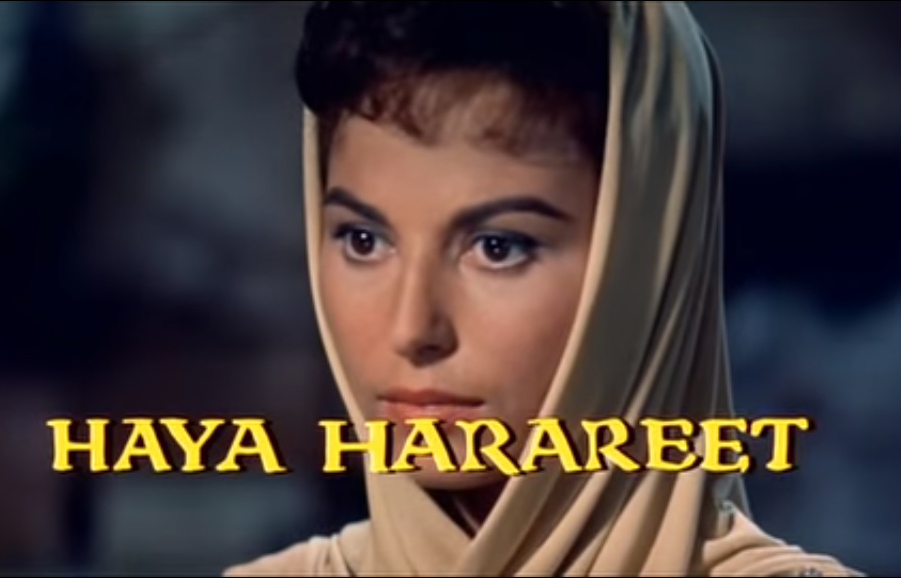
Haya Harareet nei panni di Esther

La parte di Esther venne assegnata ad Haya Harareet, unica attrice ebrea (in quanto era nata ad Haifa, nell'allora Mandato britannico della Palestina) a prendere parte al film. Il ruolo di Miriam, la madre di Giuda Ben-Hur, andò a Martha Scott che nel film I dieci comandamenti interpretava la madre di Charlton Heston (che impersonava Mosè). Per la parte di Tirzah, Wyler scelse Cathy O'Donnell (che era sua cognata) perché gli ispirava innocenza e candore.
Nella scena in cui Ben-Hur viene portato a Tiro per imbarcarsi sulla galea da guerra, uno degli schiavi è interpretato da Lando Buzzanca, alla sua prima apparizione cinematografica.
Uno degli uomini presenti nelle terme quando lo sceicco scommette con Messala è un giovanissimo Giuliano Gemma, che compare pure - sempre al fianco di Messala - quando Ben-Hur minaccia il suo ex migliore amico con una lancia, prima di essere mandato alle galee.
Durante le riprese della corsa una quadriga rovinò su una cinepresa "Camera 65" montata in prossimità di una curva distruggendola (Inserti documentaristici del DVD del film).
Nelle scene dove compare Gesù, l'attore (Claude Heater) è sempre in campo lungo e medio e i lineamenti del suo viso sono oscurati artificialmente, in quanto il regista aveva stabilito - per fedeltà al romanzo originale - di non mostrare in alcun modo il volto di Cristo.
Nella versione originale del film, il protagonista viene sempre chiamato Giuda. Nella versione italiana viene chiamato col titolo del film. Quando si presenta ad altre persone, o viene a sua volta presentato o citato, viene chiamato Giuda Ben-Hur. Viene chiamato Giuda solo una volta, quando Messala lo apostrofa prima della corsa con le quadrighe dicendogli: «È il nostro giorno Giuda. È fra noi due ora!»

### Costruzione dei set

#### Scena della battaglia navale

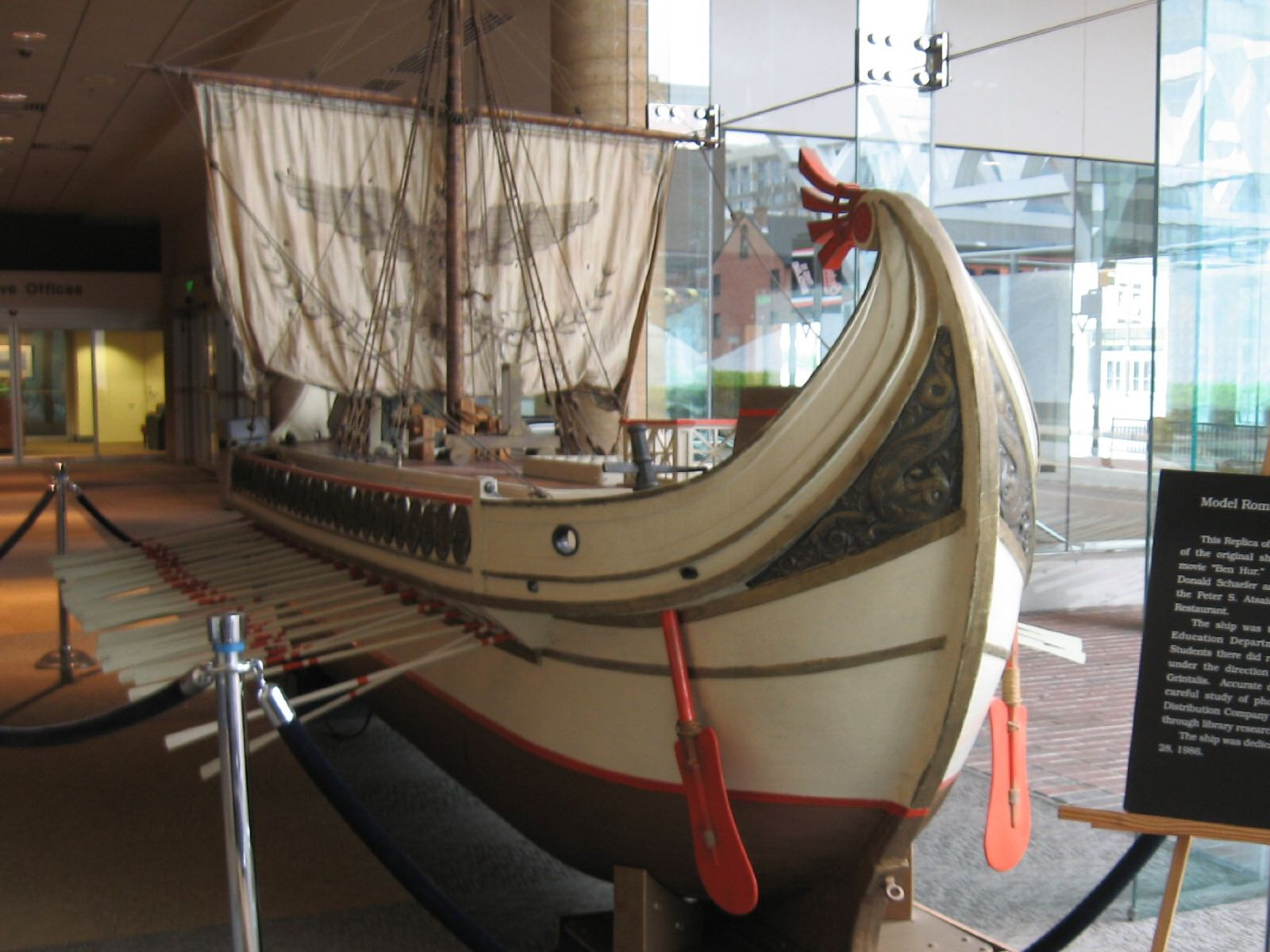
Uno dei modellini di Trireme romana usato in Ben-Hur

Come direttore artistico del film venne scelto Edward Carfagno, che andò a Roma per fare alcuni sopralluoghi insieme al figlio. Una difficoltà si presentò nel realizzare la battaglia navale in cui Ben-Hur salva la vita a Quinto Arrio. Durante le riprese della precedente versione cinematografica del romanzo di Wallace, la battaglia navale era stata realizzata in pieno oceano e per questo molte comparse avevano rischiato l'annegamento. Carfagno, per evitare un rischio del genere, commissionò ad A. Arnold Gillespie, responsabile degli effetti speciali della MGM, la costruzione di un'ampia vasca e la realizzazione di enormi modellini delle galee romane. Per fare muovere le galee durante le riprese, vennero messe in funzione delle guide posizionate sott'acqua: la vasca dava così l'impressione di essere un vasto mare, creando negli spettatori l'illusione che le navi da guerra fossero dei colossi.

#### Scena della corsa delle quadrighe al Circo di Antiochia

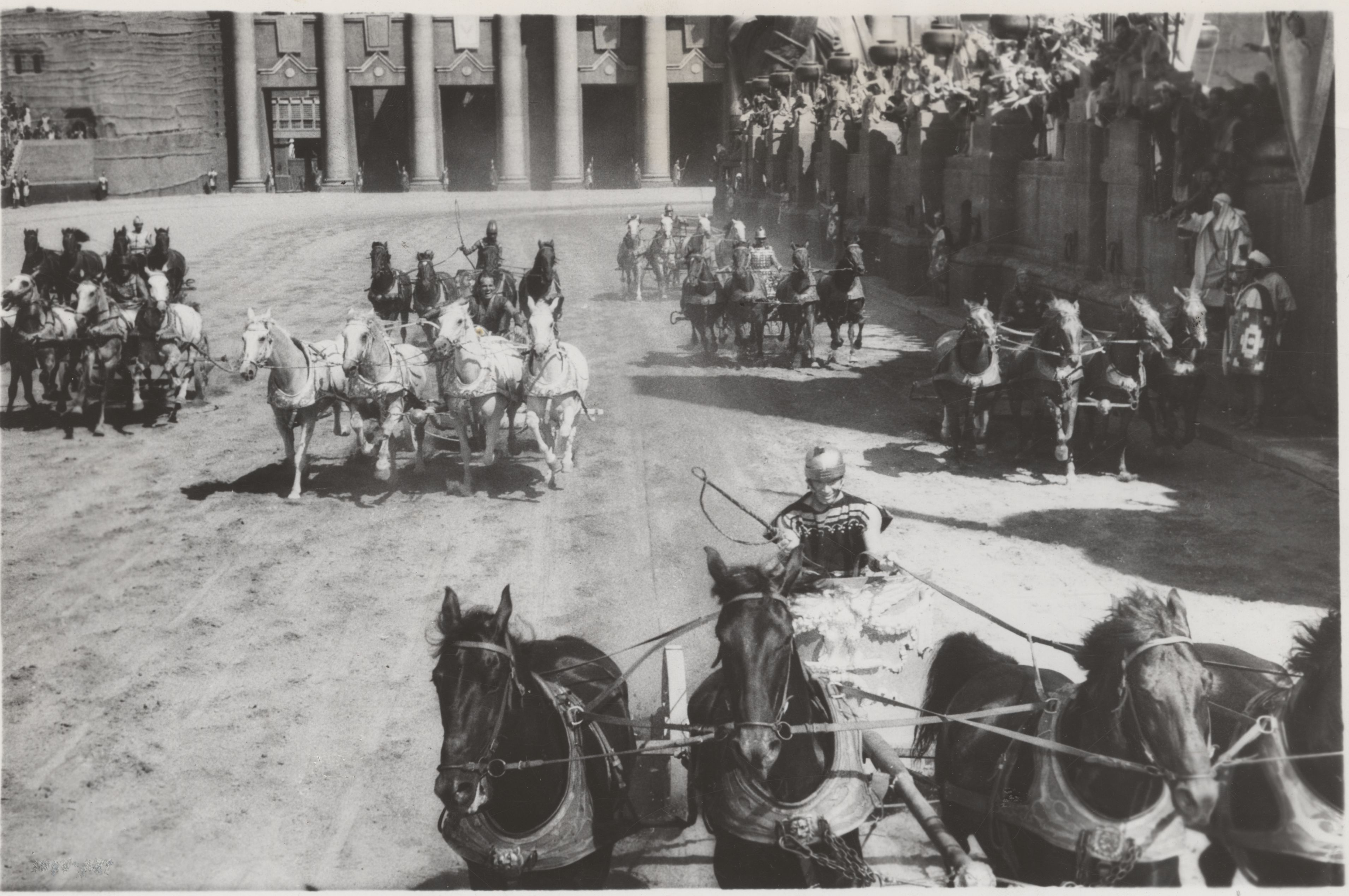
La famosa corsa delle quadrighe

La corsa in cui Messala rimane ucciso è passata alla storia come corsa delle bighe, ma in realtà i carri in gara sono delle quadrighe trainate da quattro cavalli, come si vede nel film, mentre la biga era trainata da due soli cavalli.
La produzione del film fece costruire un Circo fuori Roma per girarvi le sequenze della corsa delle quadrighe. Il Circo venne costruito sopra una distesa sabbiosa, sullo sfondo della quale era visibile in lontananza Roma, con il passaggio di automobili e persone. Lo spettatore che visiona il film, sullo sfondo del circo vede delle rupi e una città antica. Questo nuovo paesaggio venne inserito per mascherare la distesa sabbiosa e la Roma moderna.
Per girare la corsa delle quadrighe furono utilizzate molte controfigure e manichini.
Durante la corsa, Ben-Hur (sostituito nella scena dalla controfigura Joe Canutt) piomba su un carro fermo incidentato, viene sbalzato fuori dalla quadriga e proiettato verso i cavalli, rimanendo aggrappato per miracolo al veicolo: Canutt era figlio dello stuntman Yakima Canutt, regista della seconda unità e coordinatore delle controfigure. La scena fu un vero incidente non previsto, tant'è che Joe Canutt si tagliò il mento mentre recuperava la posizione sopra il veicolo. La scena venne poi inserita opportunamente montata nell'edizione finale del film, e alternata con primi piani di Charlton Heston per dare la necessaria continuità alla sequenza.
Insieme al già citato Yakima Canutt e a Andrew Marton, anche Sergio Leone (pur non accreditato) fu responsabile della troupe della seconda unità che curò la realizzazione della corsa delle quadrighe.

### Riprese

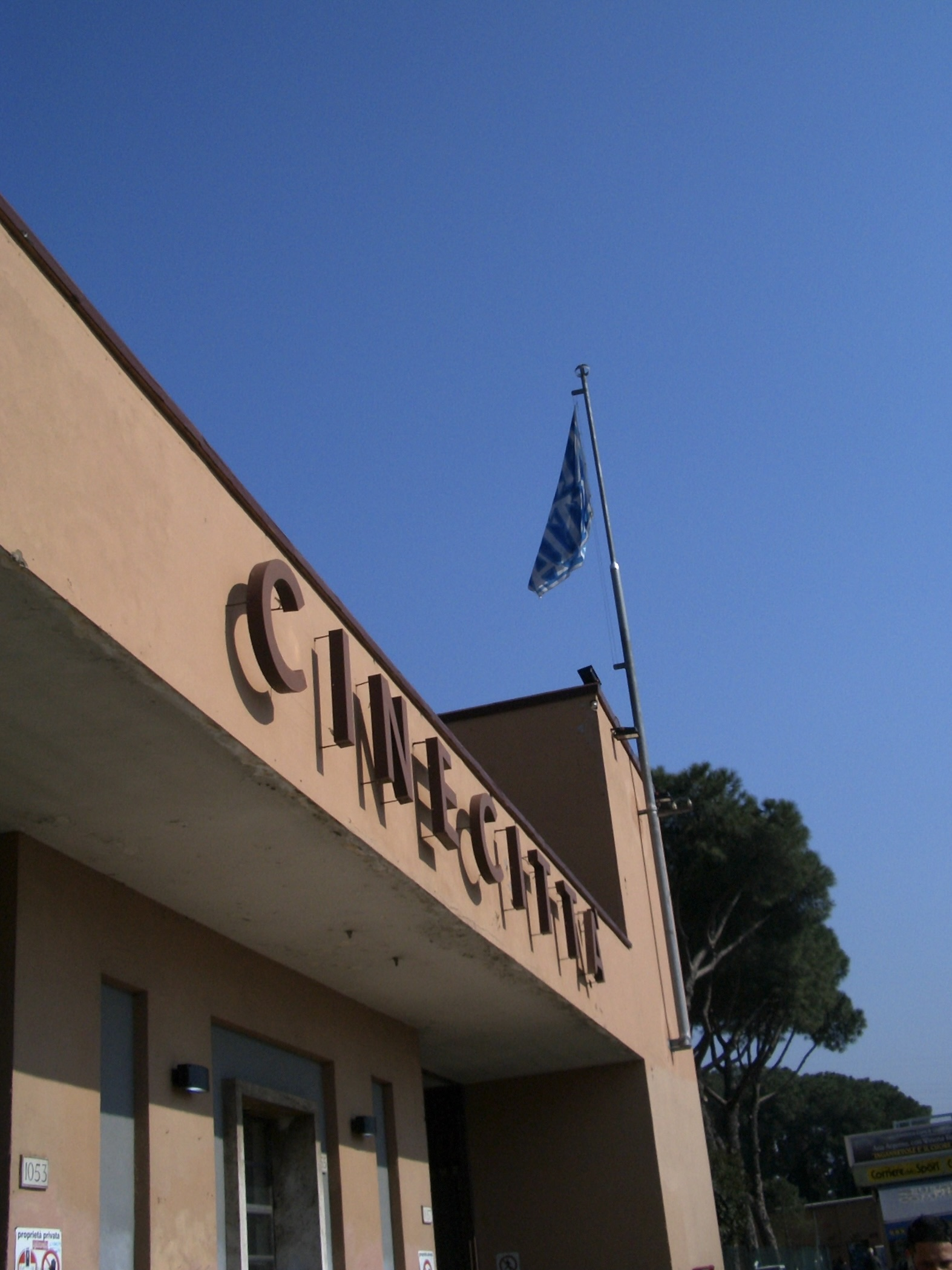
L'entrata degli studi di Cinecittà, dove venne girato il film

Nonostante le "guerre" per la sceneggiatura, le riprese del film, che avvenivano a Cinecittà, si svolsero tranquillamente. La troupe statunitense era composta da 125 o 130 persone. Come consulenti storici Gore Vidal portò sui luoghi delle riprese alcuni archeologi inglesi. I costumi indossati dagli attori erano stati trattati in Inghilterra ed erano presenti 100 cucitrici, armaioli e conciatori per curare gli abbigliamenti.
A metà delle riprese il produttore Sam Zimbalist morì d'infarto, si pensa per il troppo impegno e lo stress profusi nella realizzazione del film. La produzione passò a Wyler e a J.J. Cohn, che aveva contribuito al successo della versione del 1925. Le riprese furono eseguite dal 18 maggio 1958 per concludersi il 30 gennaio 1959. In Italia uscì nei cinema il 21 ottobre 1960.

## Distribuzione

### Date di uscita
| Date di uscita e titoli | Date di uscita e titoli | Date di uscita e titoli       |
| Paese                   | Data                    | Titolo                        |
| ----------------------- | ----------------------- | ----------------------------- |
| Stati Uniti             | 18 novembre 1959        | Ben-Hur: A tale of the Christ |
| Regno Unito             | 16 dicembre 1959        |                               |
| Argentina               | 10 dicembre 1959        | Ben-Hur                       |
| Francia                 | 7 ottobre 1960          | Ben-Hur                       |
| Italia                  | 21 ottobre 1960         | Ben-Hur                       |
| Giappone                | 30 marzo 1960           |                               |
| Australia               | 15 luglio 1960          |                               |
| Germania                | 14 ottobre 1960         | Ben Hur                       |
| Finlandia               | 3 marzo 1961            | Ben-Hur                       |
| Grecia                  | 18 febbraio 1962        | Ben Hur                       |
| Danimarca               | 19 febbraio 1962        |                               |
| Svezia                  | 20 febbraio 1962        |                               |

## Accoglienza

### Incassi
Il film costò 15 milioni di dollari e, in proporzione all'inflazione e al prezzo dei biglietti all'epoca, ne incassò, solo negli Stati Uniti, circa 720 300 000. Nel dopoguerra fu, sino a quel momento, il film più lungo e più costoso e questo lo fece definire un colossal.

### Critica
Nella lista AFI's 100 Years... 100 Cheers il film è presente alla cinquantaseiesima posizione, mentre la celebre colonna sonora composta da Miklós Rózsa si trova al ventunesimo posto nella classifica AFI's 100 Years of Film Scores.

## Colonna sonora
Quasi tutta la partitura del film fu registrata a Roma da Carlo Savina (valente compositore e direttore d'orchestra Italiano), solo pochi brani furono registrati da Miklós Rózsa negli studi Americani della MGM (Carlo Savina in un'intervista a Telepiù).
Rispetto ai passaggi televisivi, il DVD e blu-ray commerciale hanno in più le sequenze musicali di Overture - Intermission - Entr'Acte e Finale per un totale di oltre 10 minuti di partitura.
Il 28 febbraio 2012 l'etichetta specializzata Film Score Monthly ha pubblicato un confanetto da 5 compact disc contenenti: l'intera opera incisa da Miklós Rózsa, comprensiva di brani non usati o alternativi (dischi 1 e 2, per un totale di circa 144 minuti di musica incisa presso gli studi MGM); la musica incisa da Carlo Savina con l'Orchestra Sinfonica di Roma e Voci delle Basiliche Romane (disco 3); le due incisioni con le riesecuzioni della partitura originale (dischi 4 e 5).

## Riconoscimenti
- 1960 - Premio Oscar
  - Miglior film a Sam Zimbalist
  - Miglior regista a William Wyler
  - Miglior attore a Charlton Heston
  - Miglior attore non protagonista a Hugh Griffith
  - Miglior fotografia a Robert Surtees
  - Miglior scenografia a William A. Horning, Edward C. Carfagno e Hugh Hunt
  - Miglior montaggio a Ralph E. Winters e John D. Dunning
  - Migliori costumi a Elizabeth Haffenden
  - Miglior sonoro a Franklin Milton
  - Migliori effetti speciali ad A. Arnold Gillespie, Robert MacDonald e Milo B. Lory
  - Miglior colonna sonora a Miklós Rózsa
  - Candidatura per la miglior sceneggiatura non originale a Karl Tunberg
- 1960 - Golden Globe
  - Miglior film drammatico
  - Miglior regista a William Wyler
  - Miglior attore non protagonista a Stephen Boyd
  - Golden Globe Speciale a Andrew Marton
  - Candidatura per il miglior attore in un film drammatico a Charlton Heston
- 1960 - Premio BAFTA
  - Miglior film a William Wyler
- 1959 - National Board of Review Awards
  - Miglior attore non protagonista a Hugh Griffith
  - Premio speciale a Andrew Marton e Yakima Canutt
- 1961 - David di Donatello
  - Miglior produttore straniero
  - Miglior attore straniero a Charlton Heston
- 1959 - New York Film Critics Circle Awards
  - Miglior film
- 1960 - Directors Guild of America
  - Miglior regista a William Wyler
- 1960 - Motion Picture Sound Editors
  - Miglior montaggio sonoro
- 1960 - Writers Guild of America
  - Candidatura per la miglior sceneggiatura a Karl Tunberg
- 1960 - Fotogramas de Plata
  - Miglior attore straniero a Charlton Heston
- 1961 - Grammy Awards
  - Candidatura per la miglior colonna sonora a Miklós Rózsa
- 1960 - Laurel Awards
  - Premio speciale
  - Candidatura per la miglior performance maschile a Charlton Heston
  - Candidatura per la miglior performance maschile a Stephen Boyd
  - Candidatura per il miglior attore non protagonista a Hugh Griffith
- 1960 - Writers Guild of America
  - Candidatura per la miglior sceneggiatura a Karl Tunberg

Nel 1959 il National Board of Review of Motion Pictures lo inserì nella lista dei migliori dieci film dell'anno e premiò Hugh Griffith come miglior attore non protagonista

## Influenza culturale
- Oliver Stone in Ogni maledetta domenica durante il dialogo tra Jamie Foxx (Willie Beamen) e Al Pacino (coach D'Amato) inserisce la corsa delle quadrighe con il riferimento allusivo ai giocatori di football americano paragonati agli antichi gladiatori; tra l'altro Charlton Heston è presente nella pellicola nel ruolo di Commissario Federale della National Football League.
- George Lucas, storico regista e produttore della saga di Guerre stellari, in un'intervista dichiarò che per realizzare la corsa degli sgusci del film La minaccia fantasma, si è ispirato alla celebre corsa delle quadrighe tra Ben-Hur e Messala.